# 礪波郡
礪波郡為過去位於日本富山縣西南部的郡，已於1896年被分拆為東礪波郡及西礪波郡。
在1879年實施郡區町村編制法時的轄區包括現在的礪波市、小矢部市、南礪市的全部區域，以及高岡市的西南半部地區。

## 歷史
過去在8世紀越國被分割為越前國、越中國、越後國時，礪波郡被劃入了越中國；14世紀畠山氏成為越中守護後，由神保氏擔任此地的守護代。1580年織田信長平地此地後一度成為佐佐成政的領地，1585年後改成為前田利長的領地，也因此至17世紀江戶時代後，郡內全部區域都成為前田氏加賀藩的領地。
19世紀末明治維新實施廢藩置縣後最初改隸屬金澤縣，在1871年的第一次府縣整併後，原屬越中國的區域被劃入新設立的新川縣；不過在1876年的第二次府縣整併中，又隨著新川縣被併入由原金澤縣更名而成的石川縣。
1878年石川縣實施郡區町村編製法時，正式設置近代的行政區劃「礪波郡」，郡役所則是設在今石動町（位於現在的小矢部市）。
1883年礪波郡與過去原屬越中國的各郡再次自石川縣中分出，隸屬新設立的富山縣。

### 沿革

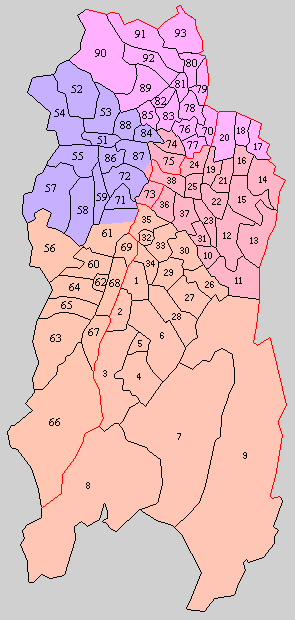
1889年礪波郡轄下的行政區劃：
1.北山田村、2.山田村、3.南山田村、4.大鋸屋村、5.城端町、6.能美村、7.平村、8.上平村、9.利賀村、10.青島村、11.東山見村、12.雄神村、13.栴檀山村、14.栴檀野村、15.般若村、16.東般若村、17.般若野村、18.中田町、19.南般若村、20.北般若村、21.柳瀨村、22.太田村、23.中野村、24.油田村、25.庄下村、26.井波町、27.南山見村、28.井口村、29.高瀨村、30.山野村、31.種田村、32.福野町、33.南野尻村、34.廣塚村、35.野尻村、36.東野尻村、37.五鹿屋村、38.出町、51.石動町、52.宮島村、53.子撫村、54.南谷村、55.埴生村、56.南蟹谷村、57.北蟹谷村、58.東蟹谷村、59.藪波村、60.石黑村、61.西野尻村、62.福光町、63.西太美村、64.廣瀨村、65.廣瀨館村、66.太美山村、67.東太美村、68.吉江村、69.東石黑村、70.戶出町、71.津澤町、72.水島村、73.鷹棲村、74.高波村、75.林村、76.醍醐村、77.是戶村、78.小勢村、79.福田村、80.東五位村、81.立野村、82.福岡町、83.山王村、84.正得村、85.大瀧村、86.松澤村、87.若林村、88.荒川村、89.西五位村、90.五位山村、91.石堤村、92.赤丸村、93.國吉村
（桃色：現屬高岡市、紅色：現屬礪波市、橙色：現屬南礪市、紫色：現屬小矢部市）

- 1889年4月1日：實施町村制，礪波郡下設：北山田村（日语：北山田村 (富山県)）、山田村（日语：山田村 (富山県東礪波郡)）、南山田村（日语：南山田村 (富山県)）、大鋸屋村（日语：大鋸屋村）、城端町（日语：城端町）、能美村（日语：能美村）、平村（日语：平村 (富山県)）、上平村（日语：上平村 (富山県)）、利賀村（日语：利賀村）、青島村（日语：青島村 (富山県)）、東山見村（日语：東山見村）、雄神村（日语：雄神村 (富山県)）、栴檀山村（日语：栴檀山村）、栴檀野村（日语：栴檀野村）、般若村（日语：般若村）、東般若村（日语：東般若村）、般若野村（日语：般若野村）、中田町（日语：中田町 (富山県)）、南般若村（日语：南般若村）、北般若村（日语：北般若村）、柳瀨村（日语：柳瀬村 (富山県)）、太田村（日语：太田村 (富山県東礪波郡)）、中野村（日语：中野村 (富山県)）、油田村（日语：油田村 (富山県)）、下村、井波町（日语：井波町）、南山見村（日语：南山見村）、井口村（日语：井口村 (富山県)）、高瀨村（日语：高瀬村 (富山県)）、山野村（日语：山野村 (富山県)）、種田村（日语：種田村）、福野町（日语：福野町）、南野尻村（日语：南野尻村）、廣塚村（日语：広塚村）、野尻村（日语：野尻村 (富山県)）、東野尻村（日语：東野尻村）、五鹿屋村（日语：五鹿屋村）、出町（日语：出町）、石動町（日语：石動町）、宮島村（日语：宮島村 (富山県)）、子撫村（日语：子撫村）、南谷村（日语：南谷村 (富山県)）、埴生村（日语：埴生村 (富山県)）、南蟹谷村（日语：南蟹谷村）、北蟹谷村（日语：北蟹谷村）、東蟹谷村（日语：東蟹谷村）、藪波村（日语：藪波村）、石黑村（日语：石黒村 (富山県)）、西野尻村（日语：西野尻村）、福光町（日语：福光町）、西太美村（日语：西太美村）、廣瀨村（日语：広瀬村 (富山県)）、廣瀨館村（日语：広瀬館村）、太美山村（日语：太美山村）、東太美村（日语：東太美村）、吉江村（日语：吉江村）、東石黑村（日语：東石黒村）、戶出町（日语：戸出町）、津澤町（日语：津沢町）、水島村（日语：水島村）、鷹栖村（日语：鷹栖村 (富山県)）、高波村（日语：高波村）、林村（日语：林村 (富山県)）、醍醐村（日语：醍醐村 (富山県)）、是戶村（日语：是戸村）、小勢村（日语：小勢村）、福田村（日语：福田村 (富山県)）、東五位村（日语：東五位村）、立野村（日语：立野村 (富山県)）、福岡町（日语：福岡町 (富山県)）、山王村（日语：山王村 (富山県)）、正得村（日语：正得村）、大瀧村（日语：大滝村 (富山県)）、松澤村（日语：松沢村 (富山県)）、若林村（日语：若林村）、荒川村（日语：荒川村 (富山県)）、西五位村（日语：西五位村）、五位山村（日语：五位山村）、石堤村（日语：石堤村）、赤丸村（日语：赤丸村）、國吉村（日语：国吉村 (富山県)）。（10町71村）
- 1896年4月1日：實施郡制（日语：郡制），礪波郡被分割為東礪波郡和西礪波郡。[3]